# 中华核螺
中华核螺（学名：Momoebora sinensis），是新腹足目核螺科Momoebora属的一种。主要分布于印度尼西亚、韩国、台湾，常栖息在浅海沙底。
其种加词“sinensis”意为“中华的”。